# Ciberespacio
El ciberespacio  se encuentra implementado dentro de los ordenadores y de las redes digitales de todo el mundo. Es también un tema recurrente en la ciencia ficción. Es virtual, inexistente desde el punto de vista físico donde las personas o sujetos, públicas o privadas, desarrollan comunicaciones a distancia, exponen sus competencias, generan interactividad para diversos propósitos.

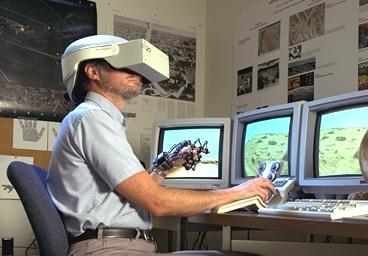
Usuario equipado de un visiocasco y de un guante electrónico (guante sensible a su ubicación geoespacial).

## Definición
El ciberespacio:

«es el ambiente complejo que resulta de la interacción de personas, software, y servicios en internet por medio de dispositivos y redes conectadas. No posee existencia física sino que es un dominio virtual que engloba todos los sistemas TICs (CCN, 2015, pág. 208)».

## Origen del término
El ciberespacio es un término que se utiliza para denominar el entorno artificial que se crea mediante aplicaciones informáticas. Es decir, se trata de una realidad virtual construida por ordenadores y unidos por una red. La información se puede intercambiar en tiempo real o en diferido y se puede comprar, jugar, investigar, trabajar…
El término ciberespacio fue popularizado por la novela Neuromante de William Gibson publicada el 1 de julio de 1984, pero procede del relato del mismo autor Johnny Mnemonic (1981), incluido en el volumen Quemando cromo.
El 8 de febrero de 1996, en Davos (Suiza), John Perry Barlow escribió la Declaración de independencia del ciberespacio en la que exhortaba a los gobiernos a no ejercer soberanía sobre este, definido por él mismo como "El nuevo hogar de la mente".
Aunque el ciberespacio no debe confundirse con Internet, ya que el primer concepto es más amplio que el segundo, el término se refiere a menudo a los objetos e identidades que existen dentro de la misma red informática mundial. Así que se podría decir, metafóricamente, que una página web "se encuentra" en el ciberespacio. Según esta interpretación, los acontecimientos que tienen lugar en la Internet no están específicamente ocurriendo en los países donde los participantes o los servidores se encuentran físicamente, sino en el ciberespacio: un área intangible sin territorio fijo y donde cualquier persona puede acceder con un ordenador desde su hogar, su lugar de trabajo o dispositivos móviles. Este parece un punto de vista razonable, una vez que se extiende el uso de servicios distribuidos (como Freenet), ya que por el momento la identidad y localización física de los participantes resulta imposible (o muy difícil de determinar) debido a la comunicación generalmente anónima o bajo un pseudónimo. Por ello, en el caso de Internet, no se podrían o no se deberían aplicar las leyes de ningún país determinado.
En la Cumbre de la OTAN de 2016 en Varsovia, en medio de un debate de extraordinaria intensidad, se reconoció el ciberespacio como un nuevo dominio de las operaciones, al lado de los de tierra, mar, aire y espacio.
Sujetos del ciberespacio:
Se considera sujeto de derecho a un centro de imputación ideal de deberes y derechos.
Los únicos sujetos de derechos son las personas, lo cual no solo abarca a personas físicas, sino también a personas de existencia ideal o personas jurídicas.
¿Quiénes son sujetos de ciberespacio?
- Los usuarios que entran a él a conectarse, informarse, adquirir o entregar conocimiento.
- Sujetos que ofrecen bienes o servicios.
- Personas físicas, jurídicas, públicas, privadas.
- Se llevan a cabo actividades lícitas e incluso ilícitas.
- Robots, con un sujeto responsable en caso de que cause un daño.

## Ciberespacio comoconciencia mundial
Independientemente de la acepción del concepto de ciberespacio, referido en la ciencia ficción, el concepto también se ha instalado como un término referido al ambiente de intercambio de conocimientos científicos y la información libre de saberes y técnicas, un espacio público para el intercambio de información y conocimiento, de despliegue de una inteligencia colectiva en red y de articulación de personas y máquinas vinculadas a través de múltiples dispositivos en torno a la generación de información libre. Wikipedia es, en este sentido, el proyecto paradigmático. 
Esta idea de ciberespacio, se presenta como una entidad apropiada para ser expresión de lo que se ha llamado la Singularidad tecnológica, que autores como Raymond Kurzweil han teorizado a propósito del crecimiento hiperbólico del avance de la tecnología y del desarrollo de la inteligencia artificial. Esta postura es defendida por autores como Hugo Baronti, quien establece una tensión o contrapunto entre la visión a corto plazo y en extremo mercantil del ciberespacio, ligada a una mirada más pragmática sobre Internet (Web 2.0) y una visión más ligada a la formación de una conciencia global híbrida artificial de escala planetaria, basándose en diversos clásicos de la sociología como Marx, Durkheim, Herbert Spencer, Gabriel Tarde, así como el teórico de la comunicación Marshall McLuhan, estableciendo relaciones teóricas con ideas como las de Raymond Kurzweil o proyectos como el de Principia Cybernetica. El Proyecto Conciencia Global vinculado a la Universidad de Princeton y las teorías sobre la Noosfera, impulsadas por el científico ruso Vladímir Vernadski con cruces teóricos planteados por el sacerdote Pierre Teilhard de Chardin.